# 島田知美
島田 知美（しまだ ともみ、8月21日 - ）は、日本の女性声優。カナダ出身。

## 人物
青二塾大阪校第23期卒業。
2010年5月まで青二プロダクション（ジュニア）に所属していた。
カナダで20年間生活していたため、英語が堪能。TOEICは950点。

## 出演

### テレビアニメ
- 西洋骨董洋菓子店〜アンティーク〜（客A）
- リトル・チャロ（翔太、トモコ）
- リトル・チャロ2（翔太）
- リトル・チャロ〜東北編〜（翔太）
- リトル・チャロ4 英語で歩くニューヨーク（翔太、トモコ）

### 劇場アニメ
- ヱヴァンゲリヲン新劇場版:破（オペレーター）

### ゲーム
- えいごで旅する リトル・チャロ（翔太、トモコ）
- 体感魔法少女 マジっすか!?（ミルザ）
- 体感魔法少女 マジっすか!?Duo（ミルザ、イヴ・ガーランド）
- テイルズ オブ ファンタジア なりきりダンジョンX
- ペルソナ4
- ペルソナ4 ザ・ゴールデン
- 龍が如く8
- ワールド・デストラクション 〜導かれし意思〜（子供 他）

### ドラマCD
- 孤独のグルメ vol.2 ドラマCD

### ラジオ
- 松野太紀のCafe Blue Mountain 2（超!A&G+、2008年11月 - 2009年1月）
- 青山二丁目太紀ちゃんの店（超!A&G+、2009年2月 - 12月）

ラジオドラマ
- ザ・ジョーカーシリーズ 「ジョーカーの鉄則」（パメラ）

### その他
- 声優チャット